# Distrito de Daniel Hernández
El distrito de Daniel Hernández es uno de los dieciocho que conforman la provincia de Tayacaja, ubicada en el departamento de Huancavelica en el Perú. Su nombre honra a Daniel Hernández Morillo, pintor originario del distrito de Salcabamba de la misma provincia y que llegó a ser el primer director de la Escuela Nacional de Bellas Artes.

## Historia
El distrito de Daniel Hernández fue creado el 9 de enero de 1956, mediante ley N° 12529, en el gobierno del Presidente Manuel Odría.

## Autoridades

### Municipales
- 2023 - 2026 https://resultadoshistorico.onpe.gob.pe/ERM2022/EleccionesMunicipales/RePro/080000/080500/080509
  - Alcalde: Ángel Chamorro López, del Movimiento Independiente Trabajando para Todos.